# 高店乡 (罗山县)
高店乡，是中华人民共和国河南省信阳市罗山县下辖的一个乡镇级行政单位。

## 行政区划
高店乡下辖以下地区：
高店村、闫河村、王湾村、湖南村、师淮村、高道村、余畈村、三合村、中心村、张河村、陈堂村和高庙村。